# Horní Vilémovice
Horní Vilémovice é uma comuna checa localizada na região de Vysočina, distrito de Třebíč.